# Сплитско-трогирски рат
Сплитско-трогирски рат био је кратак сукоб Сплита и Трогира вођен у лето 1242. године. Изазван је најездом Монгола, а завршен је победом Трогира. 

## Рат
Далмација је страдала понајдуже од последица татарске најезде; између Сплита и Трогира 
дошло је чак до рата, који је претио да узме опасније размере. Бежећи испред Татара краљ 
Бела се био спасао у Трогир, где га примише с пуно пажње. Из захвалности он је повељом од 
Дана 18. марта 1242. год. дао том граду извесне поседе, од којих су неки од раније били сплитска 
својина (нпр. Острог). Због тога Сплићани нападоше на Трогиране кривећи их за 
отимачину. Трогиране су помагали хрватски племићи одани краљу, а Сплићани, којима једно 
време није ишло добро, позваше као савезнике босанског бана Нинослава, хумског кнеза 
Андрију и још неке суседе. Бана Нинослава изабраше чак за свог градског кнеза. Догађаји се после тога сплетоше. Босанско-сплитски напад на тврди Трогир није успео, али је зато 
страдала трогирска околина. Сплићани нападоше и друга нека места, као Клис. Угрожени 
градови обратише се у невољи самом краљу. Овај узе ствар врло озбиљно, нарочито ради 
Нинослављева учешћа и поче спремати две војске: једну против Сплита, а другу против 
Босне. Војску против Сплита водио је славонски бан Дионисије; она је у лето 1244, у 
заједници с Трогиранима, напала град и присилила га на предају.

## Мир
У миру, склопљеном 19. 
јула, Сплићани су били прилично унижени; краљева даривања Трогиранима морала су бити испуњена. Из амнестије, коју је уговор предвиђао, били су искључени сплитски савезници, с 
Нинославом на челу. Војску против овог другог водио је сам краљ Бела и допро с њом до 
града Глашког. Појединости о том ратовању нису познате, али је сигурно да Босна овом 
приликом није много страдала. У повељи од 20. јула 1244, којом краљ даје повластице и 
потврђује имања босанској цркви, каже се да је на то пристао и бан Нинослав са својом 
браћом и великашима. Краљ се налазио у глашком граду од 15-21. јула; судећи, према том 
кратком трајању и овој повељи може се чак мислити да до борбе није ни дошло, него да се 
бан покорио краљу и изгладио ствар мирним путем.